# Unternehmen Wüste
Unternehmen „Wüste“ war der Deckname für ein Projekt des NS-Regimes, bei dem im heutigen Baden-Württemberg Treibstoff aus Ölschiefer gewonnen wurde. Für dieses Projekt des Mineralölsicherungsplans ließ die SS ab September 1944 zehn Ölgewinnungswerke zwischen Tübingen und Rottweil errichten.
Die Arbeit wurde von mehr als 11.000 Häftlingen geleistet, die in sieben Konzentrationslagern (KZ) untergebracht waren. Die Häftlinge sollten in Steinbrüchen Ölschiefer abbauen und in den Werken Mineralöl aus dem Ölschiefer gewinnen. Sie mussten auch die gesamte Infrastruktur aufbauen. Die Konzentrationslager wurden im April 1945 geschlossen, die bis dahin überlebenden KZ-Häftlinge wurden auf Todesmärsche geschickt. Insgesamt starben mindestens 3480 Häftlinge.

## Lager und Werke

### Lage
Die Konzentrationslager und die Ölgewinnungswerke wurden zwischen Tübingen und Rottweil errichtet, die meisten zwischen Balingen und Rottweil (siehe Karten unter  und ). Mit Ausnahme von Nehren (Werk 1) liegen die Orte im heutigen Zollernalbkreis. Naturräumlich liegen sie im Vorland der westlichen Schwäbischen Alb, nah am nördlichen Rand der Schwäbischen Alb. Die Lager und die Werke lagen an der Bahnstrecke Tübingen–Rottweil – genau genommen an einem Abschnitt der Bahnstrecke Tübingen–Sigmaringen und ab Balingen an der Nebenstrecke Balingen–Rottweil.

### Die Konzentrationslager
Die sieben Konzentrationslager gehörten zu den zahlreichen Außenlagern des KZ Natzweiler-Struthof. Die Tabelle ist chronologisch nach der Spalte „Beginn“ vorsortiert. Angaben nach .
| Lager           | Ort           | Beginn            | Ende             | Zahl der Häftlinge | Todesopfer |
| --------------- | ------------- | ----------------- | ---------------- | ------------------ | ---------- |
| KZ Schömberg    | Schömberg     | 16. Dezember 1943 | 17. April 1945   | > 800              | ca. 350    |
| KZ Schörzingen  | Schörzingen   | 1. Februar 1944   | 17. April 1945   | > 1000             | ≥ 549      |
| KZ Frommern     | Frommern      | 1. März 1944      | Mitte April 1945 | 120–200            | 8          |
| KZ Erzingen     | Erzingen      | 15./22. Mai 1944  | 17. April 1945   | ca. 350            | 7          |
| KZ Bisingen     | Bisingen      | August 1944       | Mitte April 1945 | ca. 4150           | ca. 1200   |
| KZ Dautmergen   | bei Schömberg | 23. August 1944   | 18. April 1945   | > 3100             | ca. 1350   |
| KZ Dormettingen | Dormettingen  | März 1945         | April 1945       | 300–500            | ≥ 16       |

Das KZ Schömberg wurde auch „Bahnhofs-KZ“ genannt, weil es in der Nähe des dortigen Bahnhofs errichtet wurde.

### Die Ölgewinnungswerke
Für das Unternehmen Wüste wurden ab September 1944 zehn Ölschieferwerke gebaut, die meisten in der Nähe eines Konzentrationslagers (siehe Karte unter ). Die Zählung der Werke entspricht ihrer Lage ungefähr entlang einer Linie von Nehren nahe Tübingen (Werk 1) bis Zepfenhan nahe Rottweil (Werk 10).
In der Tabelle sind vier Werke hellgrau hinterlegt. Nur diese vier Werke wurden fertiggestellt und gingen in Betrieb.
| Werk    | Ort                | In Betrieb ab    | Abbruch der Bauarbeiten | Lager der Arbeiter                |
| ------- | ------------------ | ---------------- | ----------------------- | --------------------------------- |
| Werk 1  | Nehren             | –                | April 1945              |                                   |
| Werk 2  | Bisingen           | 24. Februar 1945 | –                       | KZ Bisingen                       |
| Werk 3  | Engstlatt          | –                | Februar 1945            |                                   |
| Werk 4  | Erzingen           | Februar 1945     | –                       | KZ Erzingen                       |
| Werk 5  | Dormettingen-Nord  | –                | Februar 1945            |                                   |
| Werk 6  | Dormettingen-West  | –                | März 1945               |                                   |
| Werk 7  | Dormettingen-Mitte | –                | Anfang 1945             |                                   |
| Werk 8  | Dormettingen-Süd   | März 1945        | –                       | KZ Dautmergen und KZ Dormettingen |
| Werk 9  | Schömberg          | März 1945        | –                       | KZ Dautmergen und KZ Schömberg    |
| Werk 10 | Zepfenhan          | –                | Februar 1945            | KZ Schörzingen                    |

Hinzu kamen drei Versuchsanlagen, von denen eine nicht fertiggestellt wurde, und ein Zementwerk. Diese Anlagen wurden im Rahmen des Wüste-Programms zumindest auf dem Papier ebenfalls als Wüste-Werke gezählt (Werk 11 etc.).

## Geschichte

### Hintergrund
Das Ölschiefervorkommen am Fuß der Schwäbischen Alb erstreckt sich oberflächennah auf etwa 150 Kilometer Länge direkt am Albtrauf. Wegen seiner Reichhaltigkeit an Fossilien der Muschel Posidonomya bronni (Bositra buchii) wird er auch als Posidonienschiefer bezeichnet. Er findet sich in der Schicht Lias epsilon des Schwarzen Jura. Sein Abbau und seine Nutzung haben im Bereich der Westalb eine lange Geschichte.
Im Zweiten Weltkrieg wurde der Treibstoffnachschub für Panzer und Kampfflugzeuge zunehmend zu einem großen Problem. Die Kriegswirtschaft des Deutschen Reichs brauchte Mineralöle besonders gegen Ende des Weltkriegs dringender als irgendeinen anderen Rohstoff. Die von der Wehrmacht beim „Unternehmen Blau“ eroberten sowjetischen Ölfelder gingen nach der Niederlage bei Stalingrad 1943 verloren. Die kriegswichtigen rumänischen Rohölquellen im Gebiet von Ploiești wurden durch das Vorrücken der Roten Armee sowie durch die alliierten Luftangriffe auf Ploiești bedroht. So war die deutsche Führung ab Ende 1943 gezwungen, neue Ölquellen zu erschließen. Die Lage verschärfte sich weiter, als im Mai 1944 die große alliierte Luftoffensive auf die deutsche Treibstoffindustrie begann, bei der Raffinerien, Hydrierwerke und Öllager gezielt zerstört wurden. Immer mehr motorisierte Truppenteile waren aus Treibstoffmangel nicht mehr voll einsatzfähig. Im Juni 1944 wurde der Mineralölsicherungsplan beschlossen.
Die teilweise Umrüstung der Fahrzeuge auf Holzvergaser war keine zufriedenstellende Lösung. Die Holzvergaseranlagen eigneten sich wegen ihres schlechten Wirkungsgrades nur für PKW und Lastwagen, nicht aber für Kampffahrzeuge wie Panzer und Schützenwagen. Die Gewinnung von Treibstoff aus Ölschiefer sollte eine Entlastung bringen. Mit den damals bekannten Verfahren waren zwar nur sehr geringe Schieferölmengen zu erwarten, die man in Dieselmotoren mit Glühkopf verwenden konnte. Das Deutsche Reich befand sich jedoch in einer kriegswirtschaftlichen Notlage, so dass auch ineffiziente Produktionsverfahren zum Einsatz gelangten.

### Versuchsanlagen
Bereits 1943 wurden in Frommern, Schörzingen und Schömberg drei Versuchsanlagen errichtet, um drei verschiedene Verfahren einer industriellen Ölgewinnung zu erproben. In den drei Anlagen wurde jeweils ein Verfahren ausprobiert.
- Im September 1942 wurde die LIAS-Ölschiefer-Forschungsgesellschaft mbH gegründet. Sie begann im Frühjahr 1943 mit dem Bau der Anlage in Frommern. In diesem Werk wurde das am weitesten entwickelte Verfahren eingesetzt: das Schwelverfahren im sogenannten Schweizer-Ofen. Es war an der Universität Stuttgart entwickelt und erstmals in Metzingen erprobt worden.
- Am 30. Juli 1943 folgte die Kohle-Öl-Union von Busse KG mit Sitz in Berlin. Sie wurde vom Kohlewertstoff-Verband der Großdeutschen Schachtbau GmbH, einem Konzernunternehmen der Reichswerke Hermann Göring, und der Mannesmannröhren-Werke AG gegründet. Die Unternehmen errichteten am Ortsausgang von Schörzingen ein Untertagewerk, in dem das Verschwelen und Vergasen von brennbaren Stoffen unter Tage erprobt wurde. Der Ölschiefer wurde hier unterirdisch abgebaut und sogleich erhitzt und verschwelt. Für den Bau sollten ab Mitte Januar 1944 200 bis 300 KZ-Häftlinge in Zwangsarbeit herangezogen werden. Der Häftlingstransport verzögerte sich bis Anfang Februar 1944.
- Am 20. September 1943 wurde durch das Reichsamt für Wirtschaftsausbau die Deutsche Ölschiefer-Forschungsgesellschaft mbH (DÖLF) gegründet, um in Schömberg eine Versuchsanlage zu betreiben und das neue Meiler-Schwelverfahren zu erproben. Dieses Verfahren wurde später in den Wüste-Werken angewendet.

Da KZ-Häftlinge als Arbeiter eingesetzt wurden, waren die drei KZ in Schömberg, Schörzingen und Frommern die ersten, die in Betrieb gingen (siehe Tabelle der KZ).

### Unternehmen „Wüste“

Abbruchkante des ehemaligen Ölschieferabbaugeländes im „Kuhloch“ bei Bisingen (2022)

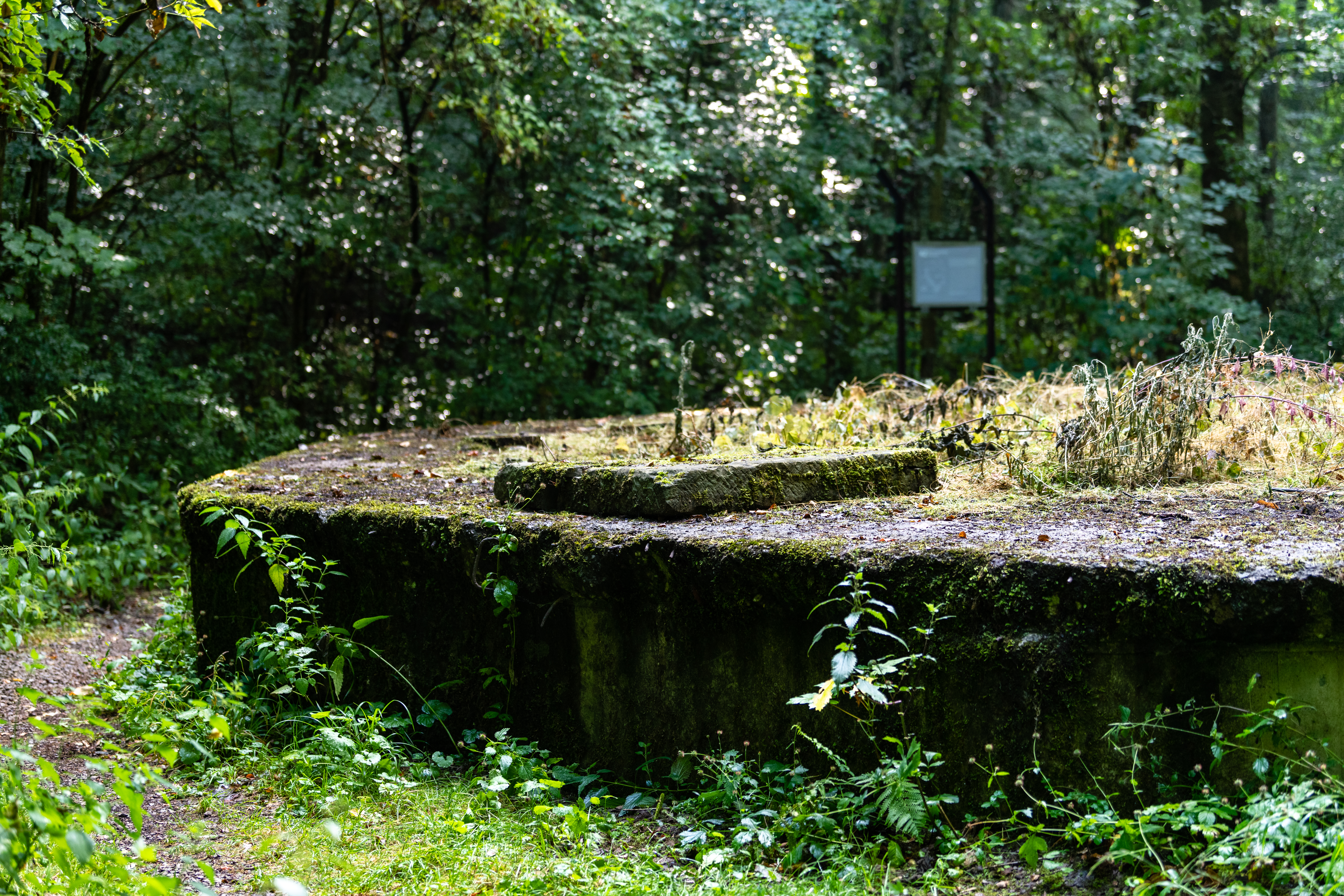
Ölbehälter des Werks 2 im KZ Bisingen (2022)

Trotz der unbefriedigenden Ergebnisse der bis dahin durchgeführten Versuche zur Ölgewinnung aus Ölschiefer ordnete Albert Speer, Reichsminister für Rüstung und Kriegsproduktion, im Juli 1944 die Nutzung des Ölschiefervorkommens am Rand der Schwäbischen Alb an. Das Projekt mit dem Decknamen „Unternehmen Wüste“ war Teil des „Geilenberg-Programms“, benannt nach Edmund Geilenberg, Generalkommissar für die Sofortmaßnahmen beim Reichsministerium für Rüstung und Kriegsproduktion.
An dem groß angelegten Projekt waren mehrere miteinander konkurrierende Organisationen, Ministerien, eigens gegründete Forschungsinstitute und Firmen beteiligt, zum Beispiel die I.G. Farben in Leuna, die Deutsche Ölschieferforschungs-Gesellschaft (DÖLF) in Berlin und Schömberg, die Kohle-Öl-Union in Schörzingen, die LIAS-Forschungsgesellschaft mbH in Frommern, die Deutsche Schieferöl GmbH in Erzingen (ein SS-eigener Betrieb), die Organisation Todt, die SS und die Deutsche Bergwerks- und Hüttenbaugesellschaft (eine Tochtergesellschaft der Reichswerke Hermann Göring).
Das Deutsche Reich trieb für das Unternehmen Wüste in kürzester Zeit den Bau von Konzentrationslagern und Ölschieferwerken voran (siehe oben Lager und Werke). Ausschließlich die KZ-Häftlinge sollten Ölschiefer auf einer Fläche von rund 110 Quadratkilometer gewinnen. Die Ölschieferwerke wurden dort errichtet, wo die Ölschieferschicht möglichst dicht unter der Erdoberfläche lag. Die Werke und Lager wurden als Eigenbetrieb der SS betrieben. Die SS bekam pro Häftling und Arbeitstag zwischen vier und sechs Reichsmark „Tagesmiete“.
Zunächst wurde der Ölschiefer im Tagebau händisch, mit Schaufel und Eimer, durch die KZ-Häftlinge abgebaut. Anschließend wurde je nach Standort das abgebaute Gestein mit Feldbahnen oder Seilbahnen abtransportiert. Die Extraktion des Öls fand in Meilern statt. Beim Meilerverfahren wird zunächst das Gestein aufgeschichtet, mit brennbaren Materialien und mit einer abschließenden Erdschicht abgedeckt. Durch Verschwelung verdampft das im Gestein gebundene Schweröl und wird in Destillationsanlagen kondensiert. Die gewonnenen Mengen sind äußerst gering und das Öl ist von sehr schlechter Qualität.

### Kriegswirtschaftlicher Nutzen
Die hochgesteckten Erwartungen des NS-Regimes erfüllten sich nicht. Zwar wurden bis zum Kriegsende rund 1500 Tonnen Mineralöl gewonnen, doch nur in vier der zehn Ölschieferwerken war die Produktion bis Kriegsende notdürftig angelaufen.  Der kriegswirtschaftliche Nutzen war sehr gering. Die Verschwelung im Meiler war ineffektiv. Durch den geringen Bitumen-Anteil (etwa fünf Prozent des Ölschiefers) war die Ausbeute sehr gering: Um eine Tonne Mineralöl zu gewinnen, mussten 35 Tonnen Ölschiefer verschwelt werden. Das Mineralöl war so minderwertig, dass es nur in speziellen Motoren verbrannt werden konnte.

## Nachgeschichte

### Fortsetzung des Ölschieferprogramms
Nach dem Krieg führte die Deutsche Ölschiefer-Forschungsgesellschaft (DÖLF) das schwäbische Ölschieferprogramm im Auftrag der französischen Militärregierung weiter. Bereits im August 1945 hatten die unter französischer Zwangsverwaltung stehenden Werke in Dormettingen, Bisingen und Schömberg wieder mit der Produktion begonnen. Der Betrieb dieser Werke wurde jedoch wegen mangelnder Rentabilität im Jahr 1946 eingestellt. Danach wurde in der Anlage in Frommern noch ein neues Verfahren erprobt – mit einer neuen Raffinationsanlage wurde nicht nur Treibstoff, sondern zugleich ein Ausgangsprodukt für Pharmapräparate gewonnen. Aber auch dieser Versuch war nicht rentabel. Die Produktion lief zunächst weiter, der Betrieb wurde 1948 unter deutsche Verwaltung gestellt. Im November 1949 wurde das Werk in Frommern als letzte Anlage des vormaligen Wüste-Programms stillgelegt.
Seit 2018 fördert der Zementhersteller Holcim Ölschiefer bei Dormettingen und nutzt ihn zum Betrieb seines nahegelegenen Zementwerks. Auf 90 Hektar Fläche liegt Ölschiefer in einer zehn Meter mächtigen Schicht vor, wovon acht Meter abbaubar sind. Im Jahr 2021 wurden 443.000 Tonnen Ölschiefer gefördert. Der Ölschiefervorrat in diesem Abbaufeld reicht laut Holcim für einen Abbau bis ins Jahr 2055 aus.

### Gedenken
Heute erinnern Gedenkstätten und Erinnerungszeichen an das Unternehmen Wüste und an das Schicksal der KZ-Häftlinge, darunter auch ein Mahnmal in Reutlingen. Angaben nach .
| Ort          | Bezug                                         | Gedenkstätten / Erinnerungszeichen |
| ------------ | --------------------------------------------- | --- |
| Bisingen     | KZ Bisingen                                   | - KZ-Friedhof mit Mahnmalen, Gedenksteinen und Tafeln - Dauerausstellung zur Lagergeschichte im Museum - Lehrpfad - Gedenkstein beim Sportplatz Kuhloch |
| Dormettingen | KZ Dormettingen                               | Erinnerungspfad mit Ausstellung |
| Erzingen     | KZ Erzingen                                   | Gedenkstelen mit Informationen |
| Frommern     | KZ Frommern                                   | Informationsstelen im Park beim Schiefersee |
| Reutlingen   | KZ Dautmergen                                 | Mahnmal und Tafel auf dem KZ-Sammelgrab auf dem Friedhof Unter den Linden                                                                               |
| Schömberg    | KZ Dautmergen, KZ Dormettingen, KZ Schömberg  | KZ-Friedhof Schömberg mit offener Gedenkstätte |
| Schörzingen  | KZ Dormettingen, KZ Schömberg, KZ Schörzingen | - Gedenkstätte Eckerwald (Gedenkpfad) - KZ-Friedhof Schörzingen (betreffend KZ Schörzingen)                                                             |